# Daniel Zimmermann (Politiker, 1982)

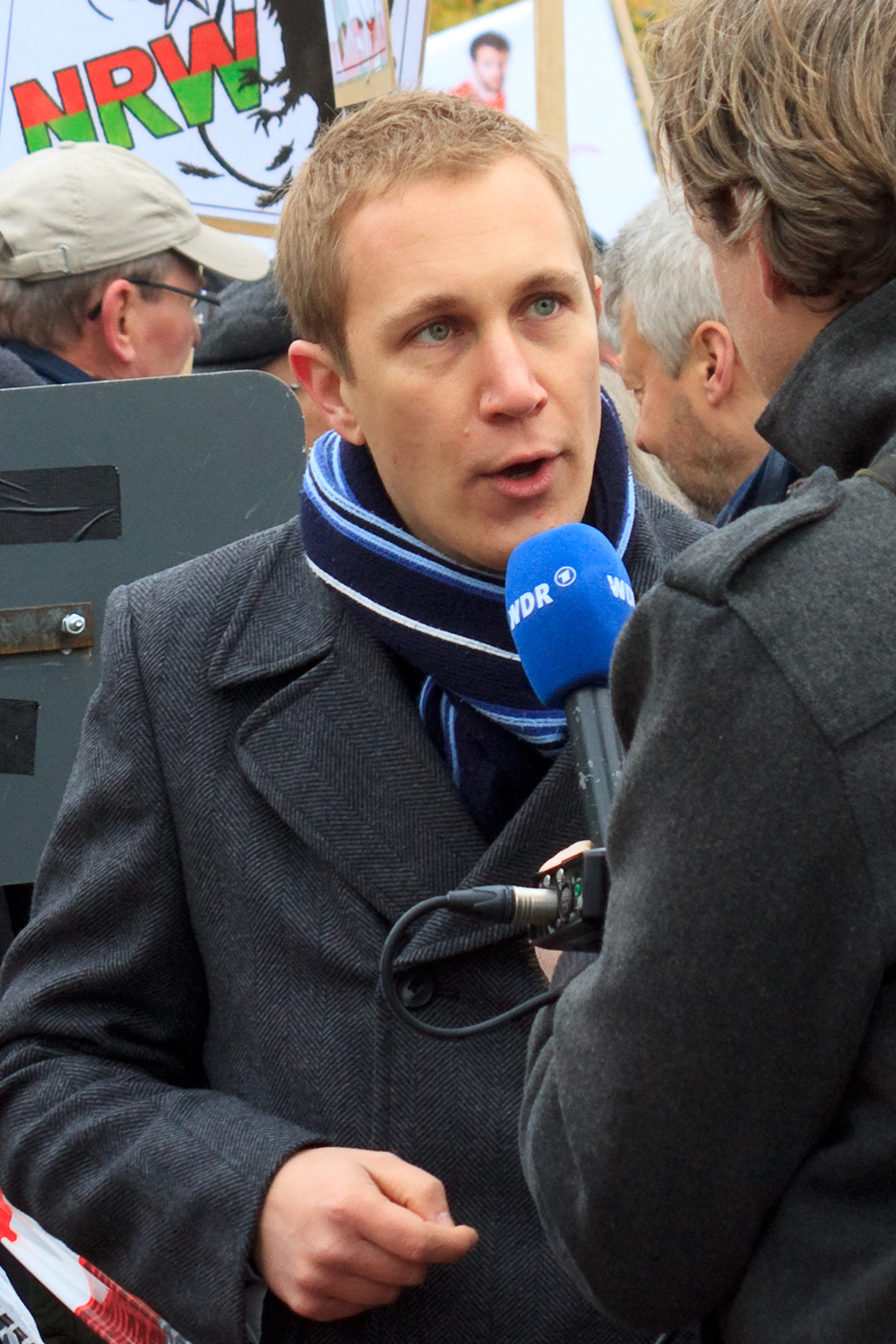
Daniel Zimmermann (2013)

Daniel Zimmermann (* 3. Mai 1982 in Düsseldorf) ist ein deutscher Politiker (PETO) und seit 2009 Bürgermeister der nordrhein-westfälischen Stadt Monheim am Rhein im Kreis Mettmann.

## Herkunft, Studium und Privates
Zimmermann wuchs als Sohn eines Druckformherstellers und einer Verwaltungsangestellten in Baumberg auf. Von 1988 bis 1992 besuchte er dort die Geschwister-Scholl-Grundschule. Danach wechselte er auf das Otto-Hahn-Gymnasium in Monheim am Rhein, wo er im Jahr 2001 sein Abitur absolvierte. Anschließend leistete er an der biologischen Station in der Urdenbacher Kämpe seinen Zivildienst ab. Ab 2002 studierte er an der Universität zu Köln Französisch und Physik auf Lehramt für die Sekundarstufen 1 und 2 und bestand 2008 das erste Staatsexamen. Von 2008 bis 2009 war Zimmermann im romanischen Seminar der Universität zu Köln wissenschaftlich tätig; so war er unter anderem Tutor für die Zwischenprüfung im sprachwissenschaftlichen Bereich der Fächer Französisch, Italienisch, Spanisch und Portugiesisch. Seine Promotion über das Thema: Die Entwicklung der Semantik im Französischen vom Mittelalter bis in die Gegenwart musste Zimmermann aufgrund zeitlicher Probleme im Sommer 2009 abbrechen.
Daniel Zimmermann ist ledig, kinderlos und wohnt in Monheim am Rhein. In der hier und heute-Reportage des WDR Fernsehens Monheim – Wie viel Islam verträgt eine Stadt? und in einem Interview mit der Rheinischen Post vom 2019 bezeichnete sich Zimmermann als Atheist.

## Politische Karriere
1999 gehörte Zimmermann mit vier weiteren Jugendlichen aus Monheim am Rhein zu den Mitbegründern der Jugendpartei PETO, deren Parteivorsitz er bis 2004 innehatte. Die Partei konnte seit der Gründung ihre Wahlergebnisse in der Stadt kontinuierlich steigern. So erzielte sie 1999 mit 6,1 % drei Sitze und 2004 mit 16,6 % bereits sieben Sitze. 2004 zog Zimmermann in den Stadtrat ein. Bis 2006 war er Fraktionsvorsitzender seiner Partei.

### Bürgermeister von Monheim
Bei der Bürgermeisterwahl, für die Zimmermann im August 2008 von seiner Partei als Kandidat nominiert worden war, konnte sich Zimmermann mit 30,35 % der Stimmen die relative Mehrheit sichern, die zum Wahlsieg ausreichte, nachdem die Stichwahl im Jahr 2007 abgeschafft worden war. Bei seinem Amtsantritt war er der jüngste Bürgermeister in Nordrhein-Westfalen. Daniel Zimmermann war damit der erste und einzige Bürgermeister Monheims, der für eine Amtszeit von sechs Jahren gewählt wurde. Zimmermann entschied sich nach vier Jahren als Bürgermeister (seine reguläre Amtszeit hätte bis August 2015 gedauert), zugunsten einer gemeinsamen Wahl von Bürgermeister und Stadtrat die Amtsperiode zu verkürzen. Die schließlich am 25. Mai 2014 erfolgte Zusammenlegung beider Wahlen brachte der Stadt Monheim am Rhein geschätzte Einsparungen von rund 50.000 Euro ein. Die Wiederwahl zum Bürgermeister gewann er gegen einen Gegenkandidaten der Grünen mit 94,64 % der Stimmen, dem höchsten Wahlergebnis bei einer Bürgermeisterwahl in Monheim am Rhein, Zimmermann wurde 2020 mit 68,5 % der Stimmen gegen drei Gegenkandidaten zum zweiten Mal als Monheimer Bürgermeister wiedergewählt. wobei CDU und SPD keine eigenen Kandidaten aufgeboten hatten.
Zur Bürgermeisterwahl 2025 wird Zimmermann nicht mehr antreten. Stattdessen soll Lucas Risse Kandidat von PETO werden.

### Politische Agenda
Zimmermanns eigener Aussage nach wesentlichste politische Maßnahme war die Senkung der Gewerbesteuer im Jahr 2012, was wegen höherer Gewerbesteuern in den Nachbargemeinden zu einem Zuzug von Gewerbetreibenden und steigenden Einnahmen an Gewerbesteuern führte. Dadurch wurde die Stadt 2014 schuldenfrei. Zudem setzte er zum Jahresbeginn 2014 die Beitragsfreiheit der Kindertagesstätten und Ganztagsbetreuung sowie zum 1. April 2020 kostenlosen öffentlichen Personennahverkehr für alle Monheimer politisch durch.
Zimmermann hat sich von „konservativ-traditionsbewussten“ Interessen abgegrenzt. Während der ersten Amtszeit als Bürgermeister setzte er seine Vorhaben mit wechselnden Mehrheiten durch Unterstützung von Grünen, SPD oder CDU um. Gegen die von ihm angedachte kostenlose Überlassung von Grundstücken zum Moscheebau in Trägerschaft der türkischen konservativ-islamischen DITIB stimmten Ende Oktober 2016 alle anderen Ratsfraktionen, sodass sie nur mit der Mehrheit der PETO-Fraktion beschlossen werden konnte. Er setzte mit der Ratsmehrheit seiner Partei PETO die Unterbringung von 80 Flüchtlingen in Containern auf dem Schulgelände einer Grundschule für eine dreijährige Dauer ab Ende April 2024 durch, wogegen 3700 Unterschriften gesammelt worden waren.

### Spekulationsskandal um die Pleite der Greensill-Bank und Strafanzeige
Im März 2021 wurde bekannt, dass die Stadt Monheim unter Zimmermann als Bürgermeister entgegen einem Verbot, städtische Gelder ohne Einlagensicherung zu investieren, 38 Millionen Euro ihrer Steuergelder bei der privaten Bremer Greensill Bank risikoreich angelegt hatte, um von vermeintlich vorteilhaften Zinssätzen der Bank zu profitieren. Durch die im Frühjahr 2021 entstandene Schieflage der Bank und die darauf folgende Schließung durch die Bankenaufsicht droht der Stadt mangels einer greifenden Einlagensicherung für Kommunen der Ausfall der gesamten Investitionssumme. Bürgermeister Daniel Zimmermann erklärte daraufhin öffentlich, den Blick für das Risiko der Anlage verloren zu haben: „Um ein paar Zehntausend Euro Negativzinsen zu vermeiden, haben wir Millionen aufs Spiel gesetzt.“ Forderungen nach persönlichen Konsequenzen wie einem Rücktritt aufgrund des Spekulationsskandals kam er nicht nach. Die oppositionelle Monheimer CDU stellte in der Folge Strafanzeige gegen die Spitze der Stadtverwaltung um Zimmermann. Die Staatsanwaltschaft Düsseldorf nahm Ermittlungen wegen Untreue gegen Zimmermann auf.

## Werke
- Ich kann Bürgermeister! Mit 27 Jahren Deutschlands jüngstes Stadtoberhaupt, Fackelträger-Verlag, Köln, ISBN 978-3-7716-4460-4